# Adrian Miedziński
Adrian Miedziński (ur. 20 sierpnia 1985 w Toruniu) – polski żużlowiec.

## Życiorys
Pierwsze kroki na żużlu stawiał pod okiem swojego ojca, Stanisława, oraz Jerzego Kniazia. Wychowanek toruńskiego Apatora, licencję żużlową uzyskał na torze w Toruniu 31 sierpnia 2001. Debiutował w rozgrywkach Pomorskiej Ligi Młodzieżowej we wrześniu 2001; w Ekstralidze żużlowej debiutował 21 kwietnia 2002 w meczu pomiędzy Apatorem Toruń a Polonią Bydgoszcz (zdobył 1 pkt. w V biegu – zastąpił Przemysława Kłosa i przyjechał przed Michałem Robackim). Po raz pierwszy w składzie znalazł się 14 kwietnia 2002 w meczu Stal Gorzów – Apator Toruń. Jego żużlowe wzory to Tony Rickardsson i Jason Crump.

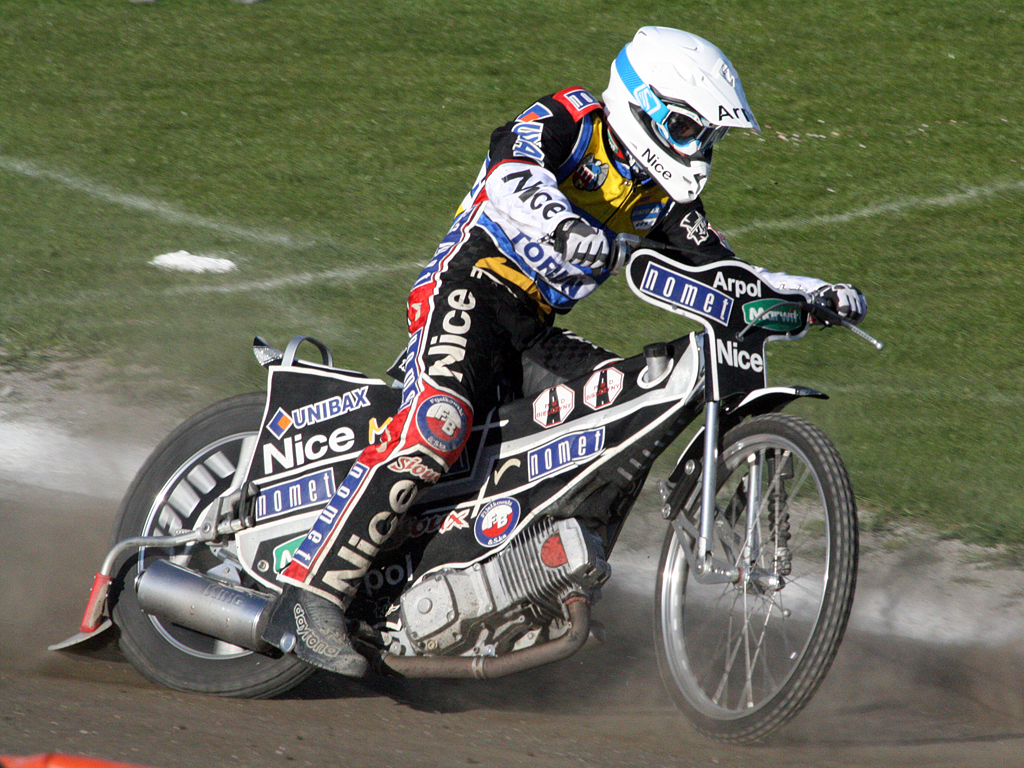
Adrian Miedziński w 2009 roku

Do największych osiągnięć Miedzińskiego można zaliczyć: srebrne (2003, 2006) i złoty (2005) medale Młodzieżowych Indywidualnych Mistrzostw Polski, złote medale Drużynowych Młodzieżowych Mistrzostw Polski (2004, 2005), 1. miejsce w zawodach o Brązowy Kask i Srebrny Kask (oba w 2004). Drużynowe Mistrzostwa Polski – złoto 2008 i 2. miejsce (2003, 2007, 2009, 2013, 2016) oraz 3. miejsce (2010,2012,2019). Jedno zwycięstwo w cyklu Grand Prix (Grand Prix Polski w Toruniu 2013) jako zawodnik z dziką kartą.
W zawodach międzynarodowych zdobył wraz z polską reprezentacją złote medale DPŚ w 2009 oraz 2010 i DMŚJ w 2006.
Przed sezonem 2018 po raz pierwszy zdecydował się zmienić przynależność klubową i przez 2 sezony był zawodnikiem Włókniarza Częstochowa.
W 2020 powrócił do Torunia, gdzie startował przez dwa sezony. Przed sezonem 2022 został zawodnikiem Polonii Bydgoszcz. W kolejnym sezonie podpisał z bydgoskim klubem kontrakt warszawski, a w trakcie sezonu został wypożyczony do Unii Leszno. Przed sezonem 2024 ponownie związał się z Polonią Bydgoszcz kontraktem warszawskim. Ostatecznie nie pojawił się na torze w trakcie sezonu, a po jego zakończeniu poinformował o zakończeniu kariery.

## Życie prywatne
Syn Stanisława Miedzińskiego, również żużlowca.

## Osiągnięcia

### Starty w Grand Prix (Indywidualnych Mistrzostwach Świata na Żużlu)

#### Zwycięstwa w poszczególnych zawodachGrand Prix
| Nr | Dzień          | Rok  | Nazwa             | Miejscowość | Tor       | Długość toru |
| -- | -------------- | ---- | ----------------- | ----------- | --------- | ------------ |
| 1. | 5 października | 2013 | Grand Prix Polski | Toruń       | Motoarena | 325m         |

#### Miejsca na podium
| Nr | Dzień          | Rok  | Nazwa             | Miejscowość | Tor       | Miejsce | Punkty | Biegi           | Zwycięzca |
| -- | -------------- | ---- | ----------------- | ----------- | --------- | ------- | ------ | --------------- | --------- |
| 1. | 5 października | 2013 | Grand Prix Polski | Toruń       | Motoarena | 1       | 15     | (3,2,1,2,2,2,3) | —         |

#### Punkty w poszczególnych zawodachGrand Prix
| Sezon 2009                   |                       |                        |                      |                                |                                 |                                |                        |                                 |                       |                            |                   |         |         |         |         |         |         |         |         |         |         |         |         |         |         |        |        |        |        |        |        |        |        |        |        |        |        |        |        |        |        |        |        |        |        |        |
| GP Czech – Praga             | GP Europy – Leszno    | GP Szwecji – Göteborg  | GP Danii – Kopenhaga | GP Wielkiej Brytanii – Cardiff | GP Łotwy – Dyneburg             | GP Skandynawii – Målilla       | GP Nordyckie – Vojens  | GP Słowenii – Krško             | GP Włoch – Terenzano  | GP Polski – Bydgoszcz      | miejsce           | miejsce | miejsce | miejsce | miejsce | miejsce | miejsce | miejsce | miejsce | miejsce | miejsce | miejsce | miejsce | miejsce | miejsce | punkty | punkty | punkty | punkty | punkty | punkty | punkty | punkty | punkty | punkty | punkty | punkty | punkty | punkty | punkty | punkty | punkty | punkty | punkty | punkty | punkty |
| –                            | –                     | –                      | –                    | –                              | –                               | –                              | –                      | –                               | –                     | 6                          | 21                | 21      | 21      | 21      | 21      | 21      | 21      | 21      | 21      | 21      | 21      | 21      | 21      | 21      | 21      | 6      | 6      | 6      | 6      | 6      | 6      | 6      | 6      | 6      | 6      | 6      | 6      | 6      | 6      | 6      | 6      | 6      | 6      | 6      | 6      | 6      |
| Sezon 2010                   |                       |                        |                      |                                |                                 |                                |                        |                                 |                       |                            |                   |         |         |         |         |         |         |         |         |         |         |         |         |         |         |        |        |        |        |        |        |        |        |        |        |        |        |        |        |        |        |        |        |        |        |        |
| GP Europy – Leszno           | GP Szwecji – Göteborg | GP Czech – Praga       | GP Danii – Kopenhaga | GP Polski – Toruń              | GP Wielkiej Brytanii – Cardiff  | GP Skandynawii – Målilla       | GP Chorwacji – Gorican | GP Nordyckie – Vojens           | GP Włoch – Terenzano  | GP Polski – Bydgoszcz      | miejsce           | miejsce | miejsce | miejsce | miejsce | miejsce | miejsce | miejsce | miejsce | miejsce | miejsce | miejsce | miejsce | miejsce | miejsce | punkty | punkty | punkty | punkty | punkty | punkty | punkty | punkty | punkty | punkty | punkty | punkty | punkty | punkty | punkty | punkty | punkty | punkty | punkty | punkty | punkty |
| –                            | –                     | –                      | –                    | 6                              | –                               | –                              | –                      | –                               | –                     | –                          | 21                | 21      | 21      | 21      | 21      | 21      | 21      | 21      | 21      | 21      | 21      | 21      | 21      | 21      | 21      | 6      | 6      | 6      | 6      | 6      | 6      | 6      | 6      | 6      | 6      | 6      | 6      | 6      | 6      | 6      | 6      | 6      | 6      | 6      | 6      | 6      |
| Sezon 2013                   |                       |                        |                      |                                |                                 |                                |                        |                                 |                       |                            |                   |         |         |         |         |         |         |         |         |         |         |         |         |         |         |        |        |        |        |        |        |        |        |        |        |        |        |        |        |        |        |        |        |        |        |        |
| GP Nowej Zelandii – Auckland | GP Europy – Bydgoszcz | GP Szwecji – Göteborg  | GP Czech – Praga     | GP Wielkiej Brytanii – Cardiff | GP Polski – Gorzów Wielkopolski | GP Danii – Kopenhaga           | GP Włoch – Terenzano   | GP Łotwy – Dyneburg             | GP Słowenii – Krško   | GP Skandynawii – Sztokholm | GP Polski – Toruń | miejsce | miejsce | miejsce | miejsce | miejsce | miejsce | miejsce | miejsce | miejsce | miejsce | miejsce | miejsce | miejsce | miejsce | punkty | punkty | punkty | punkty | punkty | punkty | punkty | punkty | punkty | punkty | punkty | punkty | punkty | punkty |        |        |        |        |        |        |        |
| –                            | –                     | –                      | –                    | –                              | –                               | –                              | –                      | –                               | –                     | –                          | 15                | 18      | 18      | 18      | 18      | 18      | 18      | 18      | 18      | 18      | 18      | 18      | 18      | 18      | 18      | 15     | 15     | 15     | 15     | 15     | 15     | 15     | 15     | 15     | 15     | 15     | 15     | 15     | 15     |        |        |        |        |        |        |        |
| Sezon 2014                   |                       |                        |                      |                                |                                 |                                |                        |                                 |                       |                            |                   |         |         |         |         |         |         |         |         |         |         |         |         |         |         |        |        |        |        |        |        |        |        |        |        |        |        |        |        |        |        |        |        |        |        |        |
| GP Nowej Zelandii – Auckland | GP Europy – Bydgoszcz | GP Finlandii – Tampere | GP Czech – Praga     | GP Szwecji – Målilla           | GP Danii – Kopenhaga            | GP Wielkiej Brytanii – Cardiff | GP Łotwy – Ryga        | GP Polski – Gorzów Wielkopolski | GP Nordyckie – Vojens | GP Skandynawii – Sztokholm | GP Polski – Toruń | miejsce | miejsce | miejsce | miejsce | miejsce | miejsce | miejsce | miejsce | miejsce | miejsce | miejsce | miejsce | miejsce | miejsce | punkty | punkty | punkty | punkty | punkty | punkty | punkty | punkty | punkty | punkty | punkty | punkty | punkty | punkty |        |        |        |        |        |        |        |
| –                            | 5                     | –                      | –                    | –                              | –                               | –                              | –                      | –                               | –                     | –                          | 9                 | 19      | 19      | 19      | 19      | 19      | 19      | 19      | 19      | 19      | 19      | 19      | 19      | 19      | 19      | 14     | 14     | 14     | 14     | 14     | 14     | 14     | 14     | 14     | 14     | 14     | 14     | 14     | 14     |        |        |        |        |        |        |        |

| Statystyki        | Statystyki |
| ----------------- | ---------- |
| Starty            | 5          |
| Zwycięstwa        | 1          |
| Miejsca na podium | 1          |
| Finalista         | 1          |
| Punkty            | 41         |

### Drużynowy Puchar Świata
| Dzień    | Rok  | Drużyna | Miejscowość | Miejsce | Skład | Punkty | Biegi       | Zwycięzca |
| -------- | ---- | ------- | ----------- | ------- | ----- | ------ | ----------- | --------- |
| 18 lipca | 2009 | Polska  | Leszno      | 1.      | [ a ] | 7 (44) | (w,3,1,2,1) | —         |
| 31 lipca | 2010 | Polska  | Vojens      | 1.      | [ b ] | 5 (44) | (0,1,2,w,2) | —         |

### Drużynowe Mistrzostwa Świata Juniorów
| Dzień       | Rok  | Drużyna | Miejscowość | Miejsce | Skład | Punkty | Biegi       | Zwycięzca |
| ----------- | ---- | ------- | ----------- | ------- | ----- | ------ | ----------- | --------- |
| 17 września | 2006 | Polska  | Rybnik      | 1.      | [ c ] | 8 (41) | (1,-,3,3,1) | —         |

### Drużynowe Mistrzostwa Polski
| Sezon | Klub                         | Miejsce | Średnia biegowa | Liga       | Zwycięzca ligi                   | Mistrz Polski                    |
| ----- | ---------------------------- | ------- | --------------- | ---------- | -------------------------------- | -------------------------------- |
| 2001  | Apator Adriana Toruń         | 1.      | NS              | Ekstraliga | —                                | —                                |
| 2002  | Apator Adriana Toruń         | 5.      | 1,159           | Ekstraliga | Polonia Bydgoszcz                | Polonia Bydgoszcz                |
| 2003  | Apator Adriana Toruń         | 2.      | 1,113           | Ekstraliga | Top Secret Włókniarz Częstochowa | Top Secret Włókniarz Częstochowa |
| 2004  | Apator Adriana Toruń         | 4.      | 1,290           | Ekstraliga | Unia Tarnów                      | Unia Tarnów                      |
| 2005  | Apator Adriana Toruń         | 4.      | 1,441           | Ekstraliga | Unia Tarnów                      | Unia Tarnów                      |
| 2006  | Adriana Toruń                | 7.      | 1,863           | Ekstraliga | Atlas Wrocław                    | Atlas Wrocław                    |
| 2007  | Unibax Toruń                 | 2.      | 1,699           | Ekstraliga | Unia Leszno                      | Unia Leszno                      |
| 2008  | Unibax Toruń                 | 1.      | 1,911           | Ekstraliga | —                                | —                                |
| 2009  | Unibax Toruń                 | 2.      | 1,856           | Ekstraliga | Falubaz Zielona Góra             | Falubaz Zielona Góra             |
| 2010  | Unibax Toruń                 | 3.      | 1,821           | Ekstraliga | Unia Leszno                      | Unia Leszno                      |
| 2011  | Unibax Toruń                 | 4.      | 1,989           | Ekstraliga | Stelmet Falubaz Zielona Góra     | Stelmet Falubaz Zielona Góra     |
| 2012  | Unibax Toruń                 | 3.      | 1,867           | Ekstraliga | Azoty Tauron Tarnów              | Azoty Tauron Tarnów              |
| 2013  | Unibax Toruń                 | 2.      | 2,082           | Ekstraliga | Stelmet Falubaz Zielona Góra     | Stelmet Falubaz Zielona Góra     |
| 2014  | Unibax Toruń                 | 5.      | 1,773           | Ekstraliga | Stal Gorzów Wielkopolski         | Stal Gorzów Wielkopolski         |
| 2015  | KS Toruń                     | 4.      | 1,532           | Ekstraliga | Fogo Unia Leszno                 | Fogo Unia Leszno                 |
| 2016  | Get Well Toruń               | 2.      | 1,588           | Ekstraliga | Stal Gorzów Wielkopolski         | Stal Gorzów Wielkopolski         |
| 2017  | Get Well Toruń               | 7.      | 1,549           | Ekstraliga | Fogo Unia Leszno                 | Fogo Unia Leszno                 |
| 2018  | forBET Włókniarz Częstochowa | 4.      | 1,663           | Ekstraliga | Fogo Unia Leszno                 | Fogo Unia Leszno                 |
| 2019  | forBET Włókniarz Częstochowa | 3.      | 1,312           | Ekstraliga | Fogo Unia Leszno                 | Fogo Unia Leszno                 |
| 2020  | Apator Toruń                 | 1.      | 1,889           | I liga     | Apator Toruń                     | Fogo Unia Leszno                 |
| 2020  | PGG ROW Rybnik (gość)        | 8.      | 1,241           | Ekstraliga | Fogo Unia Leszno                 | Fogo Unia Leszno                 |
| 2021  | eWinner Apator Toruń         | 6.      | 1,450           | Ekstraliga | Betard Sparta Wrocław            | Betard Sparta Wrocław            |
| 2022  | Abramczyk Polonia Bydgoszcz  | 3.      | 1,620           | I liga     | Cellfast Wilki Krosno            | Motor Lublin                     |
| 2023  | Fogo Unia Leszno             | 6.      | 0,615           | Ekstraliga | Platinum Motor Lublin            | Platinum Motor Lublin            |

### Indywidualne Mistrzostwa Polski
| Dzień          | Rok  | Klub                         | Miejscowość         | Miejsce                    | Punkty                     | Biegi                      | Zwycięzca          |
| -------------- | ---- | ---------------------------- | ------------------- | -------------------------- | -------------------------- | -------------------------- | ------------------ |
| 15 sierpnia    | 2004 | Apator Adriana Toruń         | Częstochowa         | 7. miejsce w ćwierćfinale  | 7. miejsce w ćwierćfinale  | 7. miejsce w ćwierćfinale  | Grzegorz Walasek   |
| 15 sierpnia    | 2005 | Apator Adriana Toruń         | Tarnów              | 16. miejsce w półfinale    | 16. miejsce w półfinale    | 16. miejsce w półfinale    | Janusz Kołodziej   |
| 15 sierpnia    | 2006 | Adriana Toruń                | Tarnów              | —                          | —                          | NS                         | Tomasz Gollob      |
| 9 sierpnia     | 2008 | Unibax Toruń                 | Leszno              | —                          | —                          | NS                         | Adam Skórnicki     |
| 25 lipca       | 2009 | Unibax Toruń                 | Toruń               | 7.                         | 10                         | (1,3,1,2,3)                | Tomasz Gollob      |
| 18 września    | 2010 | Unibax Toruń                 | Zielona Góra        | 4.                         | 9                          | (0,3,1,2,3)                | Janusz Kołodziej   |
| 3 września     | 2011 | Unibax Toruń                 | Leszno              | 11. miejsce w półfinale    | 11. miejsce w półfinale    | 11. miejsce w półfinale    | Jarosław Hampel    |
| 15 sierpnia    | 2012 | Unibax Toruń                 | Zielona Góra        | 8.                         | 9                          | (2,1,d,3,3)                | Tomasz Jędrzejak   |
| 6 października | 2013 | Unibax Toruń                 | Tarnów              | NS w półfinale             | NS w półfinale             | NS w półfinale             | Janusz Kołodziej   |
| 14 sierpnia    | 2014 | Unibax Toruń                 | Zielona Góra        | NS w półfinale             | NS w półfinale             | NS w półfinale             | Krzysztof Kasprzak |
| 1 lipca        | 2016 | Get Well Toruń               | Leszno              | 9. miejsce w półfinale     | 9. miejsce w półfinale     | 9. miejsce w półfinale     | Patryk Dudek       |
| 2 lipca        | 2017 | Get Well Toruń               | Gorzów Wielkopolski | 2. miejsce w półfinale     | 2. miejsce w półfinale     | 2. miejsce w półfinale     | Szymon Woźniak     |
| 4 sierpnia     | 2018 | forBET Włókniarz Częstochowa | Leszno              | 10.                        | 7                          | (1,1,2,1,2)                | Piotr Pawlicki     |
| 14 lipca       | 2019 | forBET Włókniarz Częstochowa | Leszno              | 11.                        | 5                          | (1,2,2,w,d)                | Janusz Kołodziej   |
| 7 września     | 2020 | Apator Toruń                 | Leszno              | rezerwowy w finale         | rezerwowy w finale         | rezerwowy w finale         | Maciej Janowski    |
| 11 lipca       | 2021 | eWinner Apator Toruń         | Leszno              | 11. miejsce w ćwierćfinale | 11. miejsce w ćwierćfinale | 11. miejsce w ćwierćfinale | Bartosz Zmarzlik   |

### Indywidualne Mistrzostwa Świata Juniorów
| Dzień       | Rok  | Klub                 | Miejscowość     | Miejsce | Punkty | Biegi         | Zwycięzca          |
| ----------- | ---- | -------------------- | --------------- | ------- | ------ | ------------- | ------------------ |
| 11 września | 2004 | Apator Adriana Toruń | Wrocław         | 7.      | 13+d   | (3,3,2,3,2)+d | Robert Miśkowiak   |
| 17 września | 2005 | Apator Adriana Toruń | Wiener Neustadt | 14.     | 2      | (0,u,2)       | Krzysztof Kasprzak |
| 2 września  | 2006 | Adriana Toruń        | Terenzano       | 6.      | 8      | (0,2,1,3,2)   | Karol Ząbik        |

### Indywidualne Mistrzostwa Europy Juniorów
| Dzień       | Rok  | Klub                 | Miejscowość | Miejsce | Punkty | Biegi       | Zwycięzca        |
| ----------- | ---- | -------------------- | ----------- | ------- | ------ | ----------- | ---------------- |
| 20 września | 2003 | Apator Adriana Toruń | Pocking     | 14.     | 3      | (1,0,0,2,u) | Kenneth Bjerre   |
| 28 sierpnia | 2004 | Apator Adriana Toruń | Rybnik      | 13.     | 5      | (3,2,d,u,-) | Antonio Lindbäck |

### Indywidualne Międzynarodowe Mistrzostwa Ekstraligi
| Dzień       | Rok  | Klub         | Miejscowość | Miejsce | Punkty | Biegi       | Zwycięzca        |
| ----------- | ---- | ------------ | ----------- | ------- | ------ | ----------- | ---------------- |
| 22 sierpnia | 2014 | Unibax Toruń | Tarnów      | 12.     | 4      | (0,0,1,2,1) | Emil Sajfutdinow |

### Młodzieżowe Indywidualne Mistrzostwa Polski
| Dzień          | Rok  | Klub                 | Miejscowość | Miejsce | Punkty | Biegi         | Zwycięzca        |
| -------------- | ---- | -------------------- | ----------- | ------- | ------ | ------------- | ---------------- |
| 10 lipca       | 2003 | Apator Adriana Toruń | Rybnik      | 2.      | 12+2   | (2,3,3,2,2)+2 | Łukasz Romanek   |
| 8 lipca        | 2004 | Apator Adriana Toruń | Piła        | 7.      | 11     | (3,1,2,2,3)   | Janusz Kołodziej |
| 2 października | 2005 | Apator Adriana Toruń | Toruń       | 1.      | 15     | (3,3,3,3,3)   | —                |
| 5 sierpnia     | 2006 | Adriana Toruń        | Toruń       | 2.      | 13     | (3,3,3,3,1)   | Karol Ząbik      |

### Złoty Kask
| Dzień            | Rok  | Klub                         | Miejscowość         | Miejsce                    | Punkty                     | Biegi                      | Zwycięzca           |
| ---------------- | ---- | ---------------------------- | ------------------- | -------------------------- | -------------------------- | -------------------------- | ------------------- |
| 8 czerwca        | 2006 | Adriana Toruń                | Częstochowa         | 13.                        | 5                          | (0,2,1,1,1)                | Tomasz Gollob       |
| 6 czerwca        | 2007 | Unibax Toruń                 | Bydgoszcz           | 12.                        | 5                          | (1,2,0,2)                  | Grzegorz Walasek    |
| 25 października  | 2008 | Unibax Toruń                 | Wrocław             | 3.                         | 11                         | (3,3,3,1,1)                | Damian Baliński     |
| 30 kwietnia 2010 | 2009 | Unibax Toruń                 | Zielona Góra        | 5.                         | 10                         | (0,2,3,3,2)                | Janusz Kołodziej    |
| 16 września      | 2010 | Unibax Toruń                 | Częstochowa         | 2.                         | 12                         | (3,2,3,3,1)                | Janusz Kołodziej    |
| 24 kwietnia      | 2011 | Unibax Toruń                 | Toruń               | 1.                         | 13+3                       | (2,3,3,3,2)+3              | —                   |
| 5 maja           | 2012 | Unibax Toruń                 | Gorzów Wielkopolski | 10. miejsce w półfinale    | 10. miejsce w półfinale    | 10. miejsce w półfinale    | Piotr Pawlicki      |
| 25 kwietnia      | 2013 | Unibax Toruń                 | Rawicz              | 2.                         | 12                         | (2,1,3,3,3)                | Maciej Janowski     |
| 12 października  | 2014 | Unibax Toruń                 | Rawicz              | 6.                         | 9+2                        | (2,w,1,3,3)+2              | Przemysław Pawlicki |
| 25 kwietnia      | 2016 | Get Well Toruń               | Tarnów              | 10. miejsce w eliminacjach | 10. miejsce w eliminacjach | 10. miejsce w eliminacjach | Patryk Dudek        |
| 20 kwietnia      | 2017 | Get Well Toruń               | Zielona Góra        | 6.                         | 9                          | (3,3,w,2,1)                | Przemysław Pawlicki |
| 19 kwietnia      | 2018 | forBET Włókniarz Częstochowa | Piła                | 9. miejsce w eliminacjach  | 9. miejsce w eliminacjach  | 9. miejsce w eliminacjach  | Jarosław Hampel     |
| 11 października  | 2019 | forBET Włókniarz Częstochowa | Gdańsk              | 6.                         | 8+w                        | (2,2,0,2,2) +w             | Krzysztof Kasprzak  |

### Srebrny Kask
| Dzień       | Rok  | Klub                 | Miejscowość  | Miejsce                 | Punkty                  | Biegi                   | Zwycięzca          |
| ----------- | ---- | -------------------- | ------------ | ----------------------- | ----------------------- | ----------------------- | ------------------ |
| 29 sierpnia | 2002 | Apator Adriana Toruń | Rybnik       | 13. miejsce w półfinale | 13. miejsce w półfinale | 13. miejsce w półfinale | Krzysztof Kasprzak |
| 5 września  | 2003 | Apator Adriana Toruń | Bydgoszcz    | 17.                     | 0                       | (u,-,-,-,-)             | Robert Miśkowiak   |
| 3 września  | 2004 | Apator Adriana Toruń | Zielona Góra | 1.                      | 13+3                    | (2,3,3,2,3)+3           | —                  |
| 14 lipca    | 2005 | Apator Adriana Toruń | Tarnów       | 6.                      | 10                      | (1,3,3,1,2)             | Janusz Kołodziej   |

### Brązowy Kask
| Dzień      | Rok  | Klub                 | Miejscowość | Miejsce | Punkty | Biegi         | Zwycięzca        |
| ---------- | ---- | -------------------- | ----------- | ------- | ------ | ------------- | ---------------- |
| 4 sierpnia | 2002 | Apator Adriana Toruń | Tarnów      | 8.      | 9      | (3,1,2,1,3)   | Robert Umiński   |
| 25 lipca   | 2003 | Apator Adriana Toruń | Toruń       | 6.      | 7      | (3,2,2,w,w)   | Janusz Kołodziej |
| 29 lipca   | 2004 | Apator Adriana Toruń | Lublin      | 1.      | 13+3   | (3,3,3,1,3)+3 | —                |

### Turniej o Koronę Bolesława Chrobrego – Pierwszego Króla Polski
| Dzień       | Rok  | Klub         | Miejscowość | Miejsce | Punkty | Biegi          | Zwycięzca      |
| ----------- | ---- | ------------ | ----------- | ------- | ------ | -------------- | -------------- |
| 28 września | 2013 | Unibax Toruń | Gniezno     | 5.      | 10+1   | (3,3,1,d,3) +1 | Nicki Pedersen |
| 30 kwietnia | 2014 | Unibax Toruń | Gniezno     | 13.     | 4      | (1,0,2,0,1)    | Patryk Dudek   |

### Liga szwedzka
| Sezon | Liga       | Klub                   | Miejsce | Mecze | Biegi | Punkty | Bonusy | Razem | Śr. bieg.   | Śr. mecz. |
| ----- | ---------- | ---------------------- | ------- | ----- | ----- | ------ | ------ | ----- | ----------- | --------- |
| 2012  | Elitserien | Hammarby IF            | 5.      | 13    | 60    | 95     | 12     | 107   | 1,783 (22)  | 7,31      |
| 2013  | Elitserien | Vargarna Norrköping    | 7.      | 11    | 53    | 99     | 7      | 106   | 2,000 (13)  | 9,00      |
| 2014  | Elitserien | Vargarna Norrköping    | 7.      | 14    | 65    | 118    | 4      | 122   | 1,877 (14)  | 9,08      |
| 2015  | Elitserien | Piraterna Motala       | 3.      | 2     | 10    | 12     | 0      | 12    | 1,200 (nsk) | 6,00      |
| 2016  | Elitserien | Masarna Avesta         | 5.      | 8     | 34    | 47     | 4      | 51    | 1,500 (37)  | 5,88      |
| 2017  | Elitserien | Indianerna Kumla       | 7.      | 10    | 38    | 64     | 7      | 71    | 1,868 (17)  | 8,00      |
| 2018  | Elitserien | Indianerna Kumla       | 6.      | 5     | 23    | 27     | 5      | 31    | 1,348 (nsk) | 5,40      |
| 2019  | Elitserien | Eskilstuna Smederna    | 1.      | 19    | 84    | 126    | 19     | 145   | 1,726 (30)  | 6,63      |
| 2021  | Elitserien | Rospiggarna Hallstavik | 4.      | 18    | 86    | 147    | 12     | 159   | 1,849 (34)  | 8,65      |
| 2022  | Elitserien | Rospiggarna Hallstavik | 5.      | 6     | 25    | 31     | 2      | 33    | 1,320 (nsk) | 4,43      |

## Odznaczenia
- Złoty Krzyż Zasługi za zasługi dla rozwoju sportu żużlowego w Polsce, za osiągnięcia sportowe (2010)[4]